# Sam Kelly
Sam Kelly (ur. 19 grudnia 1943 w Manchesterze, zm. 14 czerwca 2014 w Esher) – brytyjski aktor, znany głównie ze swoich występów telewizyjnych; w Polsce przede wszystkim z roli kapitana Hansa Geeringa w pierwszych trzech seriach ’Allo ’Allo!. Ponadto grał m.in. w sitcomach Barbara i Porridge oraz w filmie Niania i wielkie bum (2010).
W latach 2009 do 2010 występował na West Endzie jako Czarnoksiężnik w popularnym musicalu Wicked (musical).
Zmarł w następstwie choroby nowotworowej w hospicjum w Esher w hrabstwie Surrey; gdzie trafił na dzień przed śmiercią.